# Atherinella beani
Atherinella beani är en fiskart som först beskrevs av Meek och Hildebrand 1923.  Atherinella beani ingår i släktet Atherinella och familjen Atherinopsidae. Inga underarter finns listade.